# Vasîlivka, Sînelnîkove
Vasîlivka (în ucraineană Василівка) este un sat în comuna Mîhailivka din raionul Sînelnîkove, regiunea Dnipropetrovsk, Ucraina.

## Demografie
Componența lingvistică a localității Vasîlivka
     Ucraineană (84,88%)
     Rusă (12,2%)
     Alte limbi (0,98%)
Conform recensământului din 2001, majoritatea populației localității Vasîlivka era vorbitoare de ucraineană (84,88%), existând în minoritate și vorbitori de rusă (12,2%).